# La Conner
La Conner est une ville du comté de Skagit dans l’État de Washington aux États-Unis.